# Ingrid Pira
Pour les articles homonymes, voir Pira (homonymie).
Ingrid Pira, née le 2 mai 1958 à Mortsel est une femme politique belge flamande, membre de Groen.
Elle est licenciée en criminologie (KUL, 1983); buurtwerker (1983-85); accompagnatrice d'enfants (1985-89); responsable press d'Agalev (1989-99); soutien des mandataires locaux de Groen (2013-2014).

## Fonctions politiques
- conseiller communal à Mortsel (1997-)
  - bourgmestre de Mortsel (2001-2012);
- conseillère provinciale de la province d'Anvers (2010-2012).
- député au Parlement flamand :
  - depuis le 25 mai 2014.